# Instantibus votis
Instantibus votis (in italiano: I pressanti voti) è il titolo di 72 decreti della Congregazione per i vescovi emanati il 30 settembre 1986 e pubblicati sugli Acta Apostolicae Sedis, con i quali si sanciva la «piena unione» (in latino plena unione) di diverse diocesi italiane.

## Disposizioni
Di seguito è riportata la forma base usata per le disposizioni che sono state sancite in ognuno dei 72 decreti:
In forza del criterio generale, col quale si stabilisce che le circoscrizioni ecclesiastiche attualmente affidate alla cura di un solo Vescovo si accorpino in una sola diocesi, la Congregazione per i Vescovi col presente decreto anche per le diocesi unite di N, N, ... stabilisce la loro piena unione.
1. La nuova diocesi dotata di questa struttura avrà la sede nella città di N, dove l'odierna Chiesa Cattedrale ("della sede suburbicaria" che si aggiunge solo nel caso della sede suburbicaria di Velletri-Segni) conserva questo titolo proprio.
  1. Questo punto varia leggermente per la diocesi di Altamura-Gravina-Acquaviva delle Fonti: La diocesi, così ristrutturata, avrà la sede nella città di Altamura, dove l'attuale Chiesa Prelatizia viene elevata alla dignità di Chiesa Cattedrale.
2. La denominazione della diocesi sarà questa: «Diocesi di N-N...».
3. L'odierna Chiesa Cattedrale (o "Chiesa Prelatizia" in alcuni casi) della città di N assumerà il titolo di Concattedrale, in memoria della sua affermata e antica tradizione. (Questo punto non è presente per la diocesi di Ales-Terralba)
4. Si avrà un unico Capitolo della Cattedrale, che sarà il Capitolo della Chiesa Cattedrale della sede episcopale. Il Capitolo della Chiesa Cattedrale dell'altra diocesi pienamente unita assumerà, invece, il nome di Capitolo della Concattedrale.
5. Parimenti sarà unica la Curia Vescovile, e così il Tribunale ecclesiastico, il Seminario, il Collegio dei Consultori, il Consiglio Presbiterale, il Consiglio Pastorale, l'Istituto per il sostentamento del clero, gli organi di apostolato e qualsiasi altro istituto diocesano, che è previsto dal vigente diritto canonico, fatta salva la potestà del vescovo di rimuovere alcuni uffici amministrativi dalla sede diocesana e di trasferirli altrove.
6. I Santi Patroni delle singole diocesi (o "circoscrizioni ecclesiastiche" in alcuni casi), che insieme si costituiscono, saranno venerati Patroni della nuova diocesi.
7. I sacerdoti e i diaconi, che finora erano incardinati in una delle diocesi unite (o "circoscrizioni ecclesiastiche unite" in alcuni casi), d'ora in poi saranno considerati incardinati nella nuova diocesi che è nata dall'unione.
8. La nuova circoscrizione ecclesiastica include e comprende nel suo territorio quelli che appartenevano a ciascuna diocesi (o "circoscrizione ecclesiastica" in alcuni casi) oggi unita.
9. Insieme al territorio delle parrocchie, che finora appartenevano alle singole diocesi unite (o "circoscrizioni ecclesiastiche unite" in alcuni casi), saranno considerate annessi anche gli istituti ecclesiastici con i loro beni e i loro diritti che spettano ad essi in qualunque modo, a norma del can. 121 del vigente Codice di Diritto Canonico.

Inoltre per alcune diocesi pugliesi è presente un'ulteriore disposizione:
- per la diocesi di Altamura-Gravina-Acquaviva delle Fonti
  - 10. Affinché vi sia continuità dei confini della nuova diocesi di Altamura-Gravina-Acquaviva delle Fonti, l'intero territorio del comune di Santeramo in Colle viene distaccato dall'arcidiocesi di Bari-Bitonto ed annesso in perpetuo alla suddetta diocesi.
- per l'arcidiocesi di Bari-Bitonto
  - 10. L'intero territorio del comune di Santeramo in Colle viene distaccato dalla nuova arcidiocesi di Bari-Bitonto e viene annesso in perpetuo alla diocesi di Altamura-Gravina-Acquaviva delle Fonti.
- per la diocesi di Lucera-Troia
  - 10. L'intero territorio dei comuni di Apricena e Sannicandro Garganico vengono distaccati dalla nuova diocesi di Lucera-Troia e vengono annessi in perpetuo alla confinante diocesi di San Severo.
- per l'arcidiocesi di Manfredonia-Vieste
  - 10. L'intero territorio del comune di Rignano Garganico viene distaccato dalla nuova arcidiocesi di Manfredonia-Vieste e viene annesso in perpetuo alla confinante diocesi di San Severo.

## Diocesi "in plena unione"
Di seguito sono riportate le nuove denominazioni che hanno assunto le diocesi "in plena unione", qui suddivise per regione ecclesiastica.

### Regione ecclesiastica Abruzzo-Molise
- Arcidiocesi di Chieti-Vasto
- Diocesi di Isernia-Venafro
- Arcidiocesi di Lanciano-Ortona
- Diocesi di Sulmona-Valva
- Diocesi di Teramo-Atri
- Diocesi di Termoli-Larino

### Regione ecclesiastica Basilicata
- Arcidiocesi di Matera-Irsina
- Diocesi di Melfi-Rapolla-Venosa
- Arcidiocesi di Potenza-Muro Lucano-Marsico Nuovo

### Regione ecclesiastica Calabria
- Arcidiocesi di Catanzaro-Squillace
- Arcidiocesi di Cosenza-Bisignano
- Arcidiocesi di Crotone-Santa Severina
- Diocesi di Mileto-Nicotera-Tropea
- Arcidiocesi di Reggio Calabria-Bova
- Arcidiocesi di Rossano-Cariati

### Regione ecclesiastica Campania
- Diocesi di Alife-Caiazzo
- Arcidiocesi di Amalfi-Cava de' Tirreni
- Diocesi di Ariano Irpino-Lacedonia
- Diocesi di Teano-Calvi
- Diocesi di Cerreto Sannita-Telese-Sant'Agata de' Goti
- Diocesi di Sant'Angelo dei Lombardi-Conza-Nusco-Bisaccia
- Diocesi di Nocera Inferiore-Sarno
- Arcidiocesi di Salerno-Campagna-Acerno
- Arcidiocesi di Sorrento-Castellammare di Stabia
- Diocesi di Teggiano-Policastro

### Regione ecclesiastica Emilia-Romagna
- Diocesi di Cesena-Sarsina
- Diocesi di Faenza-Modigliana
- Arcidiocesi di Ferrara-Comacchio
- Diocesi di Forlì-Bertinoro
- Arcidiocesi di Modena-Nonantola
- Arcidiocesi di Ravenna-Cervia
- Diocesi di Reggio Emilia-Guastalla

### Regione ecclesiastica Lazio
- Diocesi di Anagni-Alatri
- Diocesi Sora-Aquino-Pontecorvo (poi Sora-Cassino-Aquino-Pontecorvo)
- Diocesi di Civitavecchia-Tarquinia
- Diocesi di Frosinone-Veroli-Ferentino
- Diocesi di Latina-Terracina-Sezze-Priverno
- Sede suburbicaria di Velletri-Segni

È da notare che nella stessa data era stata sancita la "plena unione" sia tra le sedi di Porto e di Santa Rufina sia tra quelle di Sabina e di Poggio Mirteto. I decreti riguardanti queste diocesi non furono pubblicati negli Acta Apostolicae Sedis del 1987, mentre risultano negli Annuari pontifici con i nomi di Porto-Santa Rufina e di Sabina-Poggio Mirteto.

### Regione ecclesiastica Liguria
- Arcidiocesi di Genova-Bobbio (nel 1989 ritornerà ad essere Arcidiocesi di Genova poiché la sede di Bobbio verrà unita a Piacenza)
- Diocesi della Spezia-Sarzana-Brugnato
- Diocesi di Savona-Noli

### Regione ecclesiastica Marche
- Arcidiocesi di Ancona-Osimo
- Arcidiocesi di Camerino-San Severino Marche
- Diocesi di Fabriano-Matelica
- Diocesi di Fano-Fossombrone-Cagli-Pergola
- Diocesi di Macerata-Tolentino-Recanati-Cingoli-Treia (poi diocesi di Macerata)
- Diocesi di San Benedetto del Tronto-Ripatransone-Montalto
- Arcidiocesi di Urbino-Urbania-Sant'Angelo in Vado

### Regione ecclesiastica Puglia
- Diocesi di Cerignola-Ascoli Satriano
- Arcidiocesi di Bari-Bitonto
- Arcidiocesi di Brindisi-Ostuni
- Diocesi di Conversano-Monopoli
- Arcidiocesi di Foggia-Bovino
- Diocesi di Altamura-Gravina-Acquaviva delle Fonti
- Diocesi di Lucera-Troia
- Arcidiocesi di Manfredonia-Vieste (poi Manfredonia-Vieste-San Giovanni Rotondo)
- Diocesi di Molfetta-Ruvo-Giovinazzo-Terlizzi
- Diocesi di Nardò-Gallipoli
- Arcidiocesi di Trani-Barletta-Bisceglie

### Regione ecclesiastica Toscana
- Diocesi di Arezzo-Cortona-Sansepolcro
- Diocesi di Montepulciano-Chiusi-Pienza
- Arcidiocesi di Siena-Colle di Val d'Elsa-Montalcino

### Regione ecclesiastica Triveneto
- Diocesi di Belluno-Feltre

### Regione ecclesiastica Umbria
- Diocesi di Assisi-Nocera Umbra-Gualdo Tadino
- Diocesi di Orvieto-Todi
- Arcidiocesi di Perugia-Città della Pieve
- Arcidiocesi di Spoleto-Norcia
- Diocesi di Terni-Narni-Amelia

### Regione ecclesiastica Sardegna
- Diocesi di Ales-Terralba
- Diocesi di Alghero-Bosa
- Diocesi di Tempio-Ampurias

### Regione ecclesiastica Sicilia
- Arcidiocesi di Messina-Lipari-Santa Lucia del Mela